# Beniczky Irma
Beniczky Irma, beniczei és micsinyei (asszonynevén Kuliffay Edéné; neve K. Beniczky Irma formában is előfordul) (Alsómicsinye, 1828. szeptember 7. – Újpest, 1902. február 20.) magyar írónő, Kuliffay Ede költő felesége, Beniczky Lajos húga.

## Életpályája
Első írásai 1858-ban jelentek meg az első írásai. 1860-ban férjhez ment Kuliffay Ede költőhöz. Számos ifjúsági könyve, pedagógiai illetve női olvasóknak szánt ismeretterjesztő írása, valamint regényfordítása jelent meg. 1867 és 1883 között hosszabb-rövidebb ideig több szépirodalmi és női lap szerkesztője illetve munkatársa volt. Beniczky Irma szerkesztette a Magyar Nők Házi Naptárát 1869-től.

## Főbb művei
- Lapok egy szép nő naplójából (regény, Pest, 1861)
- Egy emancipált nő (regény, Pest, 1865)
- A nők hivatása (Pest, 1870)
- Regélő gólya. Mesék, elbeszélések és költemények gyermekek számára; Heckenast, Pest, 1872
- A világ népei. Nemzeti viseletek csarnoka; Franklin, Bp., 1875
- Egészség könyve / Az emberi test / A leggyakrabban előforduló betegségek, azok külső jelenségei, s a beteg-ápolás / Egészségi szabályok; Franklin, Bp., 1875 (Közhasznu családi könyvtár)
- A mindennapi életből. A konyha tudománya; Franklin, Bp., 1875 (Közhasznu családi könyvtár)
- Kuliffay Beniczky Irma: A tollasok világa. Gyakorlati útmutatás a baromfi és különféle díszmadarak czélszerű ápolására és tenyésztésére; Franklin, Bp., 1875 (Közhasznu családi könyvtár)
- A divat szélsőségei. Műveltség- és erkölcs-történeti kútfők nyomán; Franklin, Bp., 1876 (Közhasznu családi könyvtár)
- Gyakorlati széptan. Tekintettel a házi életre; Franklin, Bp., 1876 (Közhasznu családi könyvtár)
- K. Beniczky Irma: A mindennapi életből nőknek, 1-2.; Rusz K., Moleschott, Doebereiner s mások után; Franklin, Bp., 1876
- Babonaság a salonban; Franklin, Bp., 1877 (Közhasznu családi könyvtár)
- A nők apró kötelmei s ezek fontossága az életben; Franklin, Bp., 1877 (Közhasznu családi könyvtár)
- Illemtan. A társadalmi illemszabályok kézikönyve; Mme d'Alq és Ebhardt Ferencz munkái után; Franklin, Bp., 1880 (Közhasznu családi könyvtár)
- A leány érzelemvilága; Franklin, Bp., 1883 (Közhasznu családi könyvtár)
- Képes családi játékkönyv; szerk. K. Beniczky Irma; 2. bőv. kiad; Franklin, Bp., 1886
- A beteg-konyha. Gyakorlati útmutató ételek és italok legczélszerűbb készítésére betegek és lábbadzók számára. M. Wiel szabályai szerint; Franklin, Bp., 1887 (Közhasznu családi könyvtár)
- Arany kincstár. Nélkülözhetetlen tanácsadó minden család és háztartás számára; Franklin Ny., Bp., 1888
- Kuliffai Beniczky Irma: Ki dobja az első követ?; Rózsa K. és neje, Bp., 1892
- Arany kincstár. Nélkülözhetetlen tanácsadó minden család és háztartás számára; szerk. K. Beniczky Irma; 2. bőv. kiad; Franklin, Bp., 1893
- Hazajáró lelkek (regény, Budapest, 1899)
- Miért maradt pártában? Regény; Képes Családi Lapok, Bp., 19?? (A Képes Családi Lapok könyvtára)
- Apró mesék; Hoffmann et al. után átdolg. K. Beniczky Irma; Athenaeum, Bp., 1909
- A betegápolás könyve; Franklin, Bp., 192? (Közhasznu családi könyvtár)
- A szép otthon; Franklin, Bp., 192? (Közhasznu családi könyvtár)
- Az egészség szabályai; Franklin, Bp., 1927 (Közhasznu családi könyvtár)
- A betegkonyha. 220 recepttel; Franklin, Bp., 1927 (Közhasznu családi könyvtár)
- Furcsaságok a divat történetéből; Franklin, Bp., 1927 (Közhasznu családi könyvtár)
- A babonák világából; Franklin, Bp., 1927 (Közhasznu családi könyvtár)
- A nő kötelességei ilyen áldozatokat kell hoznia a nőnek, hogy boldog legyen?; Franklin, Bp., 1927 (Közhasznu családi könyvtár)
- A mindennapi életből. Élelmiszerek és mérgek; Franklin, Bp., 1927 (Közhasznu családi könyvtár)
- A baromfi-udvar. A tollasok világa; Franklin, Bp., 1927 (Közhasznu családi könyvtár)
- Illemtan. A leányérzelem világa; Franklin, Bp., 1927 (Közhasznu családi könyvtár)

## Emlékezete
- A Vasárnapi Újság az 1902. évi 8. számában közölt róla nekrológot.
- Újpesten temették el.